# PGP RTS
PGP RTS (Produkcija gramofonskih ploča radio televizije Srbije) is een groot platenlabel in Servië, gevestigd in Belgrado. Het is de opvolger van PGP RTB, in 1959 opgericht in de toenmalige hoofdstad van Joegoslavië, Belgrado. Na het uiteenvallen van Joegoslavië veranderde de naam in PGP RTS. Het maakt deel uit van Radio Televizija Srbije. Op het label komt muziek uit van talloze grote Servische pop-, rock- en folk-artiesten, zoals Emina Jahović, Kerber, Dragana Mirković en Nina Radojčić.